# Aselliscus
Aselliscus — рід кажанів родини Hipposideridae.

## Поширення
Рід широко поширений від Китаю, Індокитаю до Нової Гвінеї та Вануату.

## Морфологія
Голова і тіло довжиною 38—45 мм, хвіст довжиною 20—40 мм, передпліччя довжиною 35—45 мм. Вага A. tricuspidatus 3.5—4 гр, вага A. stoliczkanus 6—8 гр. Забарвлення A. tricuspidatus яскраво-коричневе зверху й жовтувато-коричневе знизу, забарвлення A. stoliczkanus коричневе чи кіптяве. 

## Види
- Aselliscus stoliczkanus (Dobson, 1871)
- Aselliscus tricuspidatus (Temminck, 1835)